# أوليبريوس
أوليبريوس (باللاتينية: Olybrius) هو أحد حكام الإمبراطورية الرومانية الغربية، وامتد حكمه من 11 يوليو إلى 23 أكتوبر 472 ميلادي، وكان من أبناء إحدى العائلات النبيلة وأحد مواطني روما. فر أوليبريوس إلى القسطنطينية بعد نهب روما من قبل غايسيريك الوندالي عام 455 ميلادي، وأصبح قنصلا في القسطنطينية عام 464، وفي نفس الفترة تزوج من بلاكيديا ابنة فالنتينيان الثالث ويودوكسيا. أتاح هذا الأمر لغايسيريك بأن يطالب بوضع أوليبريوس إمبراطورا على الغرب، وذلك أن هونريك ابن غايسريك كان متزوجا من يودوكيا أخت بلاكيديا الكبرى. تم إرسال أوليبريوس من قبل الإمبراطور ليو ليساعد الإمبراطور الغربي أنثيميوس ضد صهره ريكيمر، ولكن بعد أن دخل في مفاوضات مع الأخير، وجد أوليبريوس نفسه إمبراطورا معلنا رغم إرادته، وتولى العرش دون معارضة بعد موت غريمه. وكان عهده قصيرا دام ثلاثة أشهر ودون أحداث مهمة.